# Medizinische Trainingstherapie
Unter dem Begriff Medizinische Trainingstherapie versteht man ein gezieltes körperliches Training unter trainingstherapeutischer Aufsicht zum Zwecke der Rehabilitation nach Verletzungen oder zur Behandlung von Erkrankungen.

## Voraussetzungen
Voraussetzung für den Einsatz der medizinischen Trainingstherapie ist die entsprechende ärztliche Indikation.
Wesentliches weiteres Merkmal der medizinischen Trainingstherapie ist, dass sie unter direkter ärztlicher Aufsicht durchgeführt werden muss (Rufbereitschaft ist ungenügend). Teile der Behandlung können an speziell geschultes Personal (beispielsweise Physiotherapeuten, Sportwissenschaftler, Gymnastiklehrer) delegiert werden.

## Formen
Zu diesem Bereich zählen sporttherapeutische Trainingskonzepte wie die Medizinische Kräftigungstherapie der Gesellschaft für Medizinische Kräftigungstherapie, die MedX-Therapie und das Trainingskonzept des Forschungs- und Präventionszentrums (FPZ) Köln. Die medizinische Trainingstherapie setzt – wie die Manuelle Medizin – Belastungsreize auf den gesamten Organismus. Besondere Verdienste erwarb sich Rolf Gustavsen um die Entwicklung eines Zweiges der medizinischen Trainingstherapie.